# Typewriter
Typewriter es una serie de televisión web de drama de terror indio, dirigida por Sujoy Ghosh y protagonizada por Purab Kohli, Palomi Ghosh, Jisshu Sengupta y Sameer Kochhar. La serie está ambientada en el municipio de Bardez en Goa y gira en torno a una casa embrujada y un libro que captura la imaginación de un grupo de aspirantes a cazadores de fantasmas.
Se estrenó en Netflix el 19 de julio de 2019. La serie se anunció en noviembre de 2018.

## Sinopsis
La historia sigue a un grupo de niños: Sameera (Sharma), Satyajit (Gandhi) y Devraj (Kamble), que viven en Bardez, Goa. Los amigos curiosos forman un club de fantasmas y deciden buscar un fantasma en una antigua villa embrujada en su vecindario como su primera misión. Su curiosidad surge de una vieja historia que involucra a un anciano que murió en una novela llamada El fantasma de Sultanpore. Sin embargo, antes de que los niños puedan descubrir un fantasma, una nueva familia se muda y la leyenda de la villa resurge con una intensidad aterradora. La historia gira en torno al misterio detrás de la máquina de escribir titular, que parece guardar rencor contra quienes intentan sacarla de la mansión. Se complica aún más por la narrativa de los ocupantes anteriores, con la historia saltando entre décadas. Las muertes súbitas, el pasado de Sultanpore y los poderes antinaturales también son las tramas de la serie web.

## Reparto y personajes

### Principales
- Palomi Ghosh como Jenny Fernandes, madre de Nick y Anya
- Purab Kohli como el inspector Ravi Anand
- Jisshu Sengupta como Amit Roy, profesor de matemáticas, fingiendo ser Roy, hijo de Fakeer.
- Sameer Kochhar como Peter Fernandes, el esposo de Jenny
- Aarna Sharma como Sameera "Sam" Anand, la hija del inspector Anand y líder del club de fantasmas.
- Aaryansh Malviya como Nikhil alias Nick, miembro del club de fantasmas
- Palash Kamble como Devraj "Bunty" Banerjee, miembro del club fantasma
- Mikhail Gandhi como Satyajit "Gablu" Tandon, miembro del club fantasma
- Sara Gesawat como Anya Fernandes, la hija de Jenny y violinista.

### Otros
- KC Shankar como Selwyn
- Bijou Thaangjam como Inspector Sushant
- Aliraza Namdar como el padre Mason
- Harish Khanna como Moisés
- Rinki Singhavi como la inspectora Mira
- Sonali Sachdev como Charu, madre de Fakeer. Ella tiene poderes paranormales dentro de ella.
- Abhishek Banerjee como Fakeer, hijo de Charu que heredó poderes paranormales de su madre.
- Sumit Singh como el Sr. Tandon, padre de Gablu
- Kiran Ahuja como la Sra. Tandon, madre de Gablu
- Palash Dutta como el Sr. Banerjee padre de Bunty
- Debonita como Sra. Banerjee, madre de Bunty
- Rammakant Daayama como Dr. Spirit, un fraude que dice llamar espíritus y fantasmas.

### Estrellas invitadas
- Kanwaljit Singh como Madhav Matthew, el escritor de historias de fantasmas. Murió en circunstancias sospechosas.
- Elli Avram como Anita
- Meenacshi Martins como Maria Lopes, la criada
- Masood Akhtar como James Almeida, ex jardinero de Madhav Matthew, propietario del bar Goodhead
- Boloram Das como Harish (peón)
- Tulsi Das como Vacso Lopes
- Shruthy Menon como Carol, la madre de Jenny, que murió en circunstancias misteriosas.